# Сикамор (Кентаки)
Сикамор (енгл. Sycamore) град је у америчкој савезној држави Кентаки.

## Демографија
По попису из 2010. године број становника је 160, што је 1 (0,6%) становника више него 2000. године.
| Група             | 2000.       | 2010.       |
| Белци             | 129 (81,1%) | 134 (83,8%) |
| Афроамериканци    | 24 (15,1%)  | 24 (15,0%)  |
| Азијати           | 3 (1,9%)    | 0 (0,0%)    |
| Хиспаноамериканци | 4 (2,5%)    | 1 (0,6%)    |
| Укупно            | 159         | 160         |